# شيناندواه
شيناندواه (بالإنجليزية: Shenandoah, Iowa)‏ هي مدينة تقع في ولاية آيوا في الولايات المتحدة. تبلغ مساحة هذه المدينة 9.71 (كم²)، وترتفع عن سطح البحر 299 م، بلغ عدد سكانها 5150 نسمة في عام 2012 حسب إحصاء مكتب تعداد الولايات المتحدة.

## التركيبة السكانية
قام مكتب تعداد الولايات المتحدة بتحديد بيانات التركيبة السكانية لشيناندواهفي تعداد الولايات المتحدة. في ما يلي، التركيبة السكانية حسب تعدادي 2000 و2010.

### تعداد عام 2000
بلغ عدد سكان شيناندواه 5,546 نسمة بحسب تعداد عام 2000، وبلغ عدد الأسر 2,421 أسرة وعدد العائلات 1,486 عائلة مقيمة في المدينة. في حين سجلت الكثافة السكانية 1,599.6 نسمة لكل ميل مربع (617.6/كم2). وبلغ عدد الوحدات السكنية 2,645 وحدة بمتوسط كثافة قدره 762.9 نسمة لكل ميل مربع (294.6/كم2).
وتوزع التركيب العرقي للمدينة بنسبة 97.91% من البيض و 0.47% من الأمريكيين الأصليين و 0.22% من الأمريكيين ذوي الأصول الآسيوية و 0.11% من الأمريكيين الأفارقة و 0.58% من عرقين مختلطين أو أكثر.
بلغ عدد الأسر 2,421 أسرة كانت نسبة 25.9% منها لديها أطفال تحت سن الثامنة عشر تعيش معهم، وبلغت نسبة الأزواج القاطنين مع بعضهم البعض 48.6% من أصل المجموع الكلي للأسر، ونسبة 9.7% من الأسر كان لديها معيلات من الإناث دون وجود شريك، وكانت نسبة 38.6% من غير العائلات. تألفت نسبة 34.2% من أصل جميع الأسر من أفراد ونسبة 17.8% كانوا يعيش معهم شخص وحيد يبلغ من العمر 65 عاماً فما فوق. وبلغ متوسط حجم الأسرة المعيشية 2.84، أما متوسط حجم العائلات فبلغ 2.22.
بلغ العمر الوسطي للسكان 42 عاماً. وكانت نسبة 8.2% بين الثامنة عشر والأربعة وعشرون عاماً، ونسبة 23.9% كانت واقعةً في الفئة العمرية ما بين الخامسة والعشرون حتى والأربعة وأربعون عاماً، ونسبة 22.4% كانت ما بين الخامسة والأربعون حتى الرابعة والستون، ونسبة 23.1% كانت ضمن فئة الخامسة والستون عاماً فما فوق. يوجد لكل 100 أنثى 85.8 ذكر، ويوجد لكل 100 أنثى في الثامنة عشر من عمرها فما فوق 82.5 ذكر.
بلغ متوسط دخل الأسرة في المدينة 29,435 دولار، أما متوسط دخل العائلة فبلغ 39,110 دولار. وكان متوسط دخل الذكور 31,657 دولار مقابل 18,588 دولار للإناث. وسجل دخل الفرد الخاص بالمدينة 16,301 دولار. وكانت نسبة 11.0% من العائلات ونسبة 15.4% من السكان تحت خط الفقر، وكان من هؤلاء نسبة 26.9% تحت سن الثامنة عشر ونسبة 8.0% في الخامسة والستين من العمر وما فوق.

### تعداد عام 2010
بلغ عدد سكان شيناندواه 5,150 نسمة بحسب تعداد عام 2010، وبلغ عدد الأسر 2,310 أسرة وعدد العائلات 1,366 عائلة مقيمة في المدينة. في حين سجلت الكثافة السكانية 1,373.3 نسمة لكل ميل مربع (530.2/كم2). وبلغ عدد الوحدات السكنية 2,611 وحدة بمتوسط كثافة قدره 696.3 لكل ميل مربع (268.8/كم2).
وتوزع التركيب العرقي للمدينة بنسبة 96.4% من البيض و 0.2% من الأمريكيين الأصليين و 0.5% من الأمريكيين ذوي الأصول الآسيوية و 0.3% من الأمريكيين الأفارقة و 1.5% من عرقين مختلطين أو أكثر.
بلغ عدد الأسر 2,310 أسرة كانت نسبة 26.1% منها لديها أطفال تحت سن الثامنة عشر تعيش معهم، وبلغت نسبة الأزواج القاطنين مع بعضهم البعض 44.3% من أصل المجموع الكلي للأسر، ونسبة 10.8% من الأسر كان لديها معيلات من الإناث دون وجود شريك، بينما كانت نسبة 4.0% من الأسر لديها معيلون من الذكور دون وجود شريكة وكانت نسبة 40.9% من غير العائلات. وبلغ متوسط حجم الأسرة المعيشية 2.82، أما متوسط حجم العائلات فبلغ 2.18.
بلغ العمر الوسطي للسكان 44.4 عاماً. وكانت نسبة 22.4% من القاطنين تحت سن الثامنة عشر، وكانت نسبة 6.5% بين الثامنة عشر والأربعة وعشرون عاماً، ونسبة 21.5% كانت واقعةً في الفئة العمرية ما بين الخامسة والعشرون حتى والأربعة وأربعون عاماً، ونسبة 26.5% كانت ما بين الخامسة والأربعون حتى الرابعة والستون، ونسبة 23% كانت ضمن فئة الخامسة والستون عاماً فما فوق. وتوزع التركيب الجنسي للسكان بنسبة 46.6% ذكور و53.4% إناث.